# Sierville
Sierville és un municipi francès situat al departament del Sena Marítim i a la regió de Normandia. L'any 2007 tenia 914 habitants.

## Demografia

### Població
El 2007 la població de fet de Sierville era de 914 persones. Hi havia 336 famílies de les quals 56 eren unipersonals (32 homes vivint sols i 24 dones vivint soles), 104 parelles sense fills, 168 parelles amb fills i 8 famílies monoparentals amb fills.
La població ha evolucionat segons el següent gràfic:
Habitants censats

### Habitatges
El 2007 hi havia 349 habitatges, 334 eren l'habitatge principal de la família, 5 eren segones residències i 10 estaven desocupats. 345 eren cases i 2 eren apartaments. Dels 334 habitatges principals, 297 estaven ocupats pels seus propietaris, 36 estaven llogats i ocupats pels llogaters i 1 estava cedit a títol gratuït; 1 tenia una cambra, 6 en tenien dues, 18 en tenien tres, 80 en tenien quatre i 229 en tenien cinc o més. 295 habitatges disposaven pel capbaix d'una plaça de pàrquing. A 119 habitatges hi havia un automòbil i a 204 n'hi havia dos o més.

### Piràmide de població
La piràmide de població per edats i sexe el 2009 era:
| Homes | Edats   | Dones |
| ----- | ------- | ----- |
| 0     | 95 o +  | 0     |
| 8     | 90 a 94 | 4     |
| 0     | 85 a 89 | 4     |
| 12    | 80 a 84 | 4     |
| 0     | 75 a 79 | 8     |
| 16    | 70 a 74 | 16    |
| 16    | 65 a 69 | 12    |
| 8     | 60 a 64 | 16    |
| 40    | 55 a 59 | 32    |
| 24    | 50 a 54 | 16    |
| 28    | 45 a 49 | 28    |
| 32    | 40 a 44 | 20    |
| 32    | 35 a 39 | 24    |
| 40    | 30 a 34 | 44    |
| 36    | 25 a 29 | 40    |
| 16    | 20 a 24 | 24    |
| 20    | 15 a 19 | 32    |
| 36    | 10 a 14 | 24    |
| 36    | 5 a 9   | 28    |
| 36    | 0 a 4   | 28    |

## Economia
El 2007 la població en edat de treballar era de 617 persones, 468 eren actives i 149 eren inactives. De les 468 persones actives 442 estaven ocupades (243 homes i 199 dones) i 26 estaven aturades (10 homes i 16 dones). De les 149 persones inactives 54 estaven jubilades, 52 estaven estudiant i 43 estaven classificades com a «altres inactius».

### Ingressos
El 2009 a Sierville hi havia 342 unitats fiscals que integraven 957 persones, la mediana anual d'ingressos fiscals per persona era de 19.542 €.

### Activitats econòmiques
Dels 22 establiments que hi havia el 2007, 3 eren d'empreses extractives, 2 d'empreses alimentàries, 6 d'empreses de construcció, 6 d'empreses de comerç i reparació d'automòbils, 1 d'una empresa de transport, 1 d'una empresa d'hostatgeria i restauració, 1 d'una empresa de serveis i 2 d'empreses classificades com a «altres activitats de serveis».
Dels 3 establiments de servei als particulars que hi havia el 2009, 2 eren fusteries i 1 electricista.
Dels 3 establiments comercials que hi havia el 2009, 1 era una botiga de més de 120 m², 1 una botiga de menys de 120 m² i 1 una fleca.
L'any 2000 a Sierville hi havia 35 explotacions agrícoles que ocupaven un total de 1.349 hectàrees.

## Equipaments sanitaris i escolars
El 2009 hi havia una escola elemental.

## Poblacions més properes
El següent diagrama mostra les poblacions més properes.